# Cala d'Aiguafreda
Aiguafreda és una petita cala i port situat a la costa de Begur, al Baix Empordà. De reduïdes dimensions, la cala té una forma aguda i orientada cap al sud-est; es tanca, al nord, amb els penya-segats del cap de sa Sal; i al sud, amb la punta des Plom. El nom sembla que prové de la riera homònima que hi desemboca, però també pot procedir del cap de Begur, situat una mica més al sud; i que a l'època medieval rebia el nom de cap d'Aiguafreda.

## Comunicacions
Comunica amb el cap de municipi —el poble de Begur— i les cales i pedanies de sa Tuna (al sud) i sa Riera (al nord), mitjançant una carretera asfaltada (el GIV-6534), com també pel sender local des Quinze; de la mateixa manera, des de la cala es pot recórrer la costa fins al cap de sa Sal, pel nord; i fins a sa Tuna, pel sud (15 minuts), a través dels camins de ronda.

## Tipologia i serveis
És molt poc urbanitzada. I compta amb només dos hotels i dos restaurants; un aparcament — de pagament a l'estiu— a pocs metres, però amagat de la cala per la vegetació; un petit bar d'estiu; i un servei de lloguer d'equipament de submarinisme i de caiac; finalment, l'envolten unes poques residències que no són visibles des de la mateixa cala. Hi ha dutxes i vigilància de la Creu Roja, i es completa l'oferta amb un berenador situat al naixement del camí de ronda a la banda sud de la cala.
És essencialment un port esportiu, i un dels principals punts de busseig de la Costa Brava, on només hi ha una platja molt petita de sorra al costat del moll; la resta de la cala és de roca agresta. La cala en si té un fons molt rocós i un pendent poc pronunciat.

## Qualificació
No disposa de la bandera blava.